# Гровс, Кэйден
Кэйден Гровс (англ. Kaden Groves; род. 23 декабря 1998, Гимпи) — австралийский профессиональный шоссейный велогонщик.

## Карьера
С 2020 по 2022 год выступал за команду мирового тура «Mitchelton-Scott».

## Достижения

### Шоссе
2016
1-й  Чемпион Австралии — Групповая гонка (юниоры)
2017
1-й — Этап 3 Тур Фучжоу
2018
1-й — Этап 13 Тур озера Цинхай
1-й — Этап 1 Тур Бухты Цюаньчжоу
3-й Тур Китая II  — Генеральная классификация
1-й  — Очковая классификация
2019
1-й — Этапы 1 и 3 Le Triptyque des Monts et Châteaux
1-й — Этап 1 Ronde d'Isard
2-й Эшборн — Франкфурт U23
4-й Circuit des Ardennes  — Генеральная классификация
1-й  — Очковая классификация
1-й — Этапы 1 и 4
8-й Льеж — Бастонь — Льеж U23
10-й Классика Брюсселя
2020
1-й — Этапы 3 и 5 Херальд Сан Тур
4-й Рейс Торки
2024
Вуэльта Испании
 — Очковая классификация
Этапы 2, 14 и 17

### Трек
2017
1-й  Чемпион Австралии — Гонка по очкам